# Jean Martin (helléniste)
Pour les articles homonymes, voir Jean Martin et Martin.
 (30 mars 2025).
Jean Martin, né le 27 avril 1926 à Paris (9e) et décédé le 9 janvier 2007 à Grenoble, est un philologue et helléniste français.

## Biographie
Jean Martin fut un spécialiste d'Aratos et donc de l'astronomie grecque antique. Il a aussi donné l'édition et la traduction de l’Atrabilaire de Ménandre, auteur comique du 4e siècle av. J.C, représentant du courant de la comédie nouvelle. Il s'intéressa ensuite à l'édition de Libanios, rhéteur païen du IVe siècle apr. J.-C.. Son dernier travail fut la traduction et le commentaire des écrits autobiographiques de l'empereur Julien dont Libanios était l'ami. 

### Famille
Jean Martin est né dans le 9e arrondissement Paris de Joseph Martin, commis d'agent de change, et de Madeleine Girard, sans profession. Il avait deux grandes sœurs et un frère benjamin. L'aînée Odette née en 1921 qui signait ses œuvres Odette-Martin Girard avait été élève de l'école des arts décoratifs de Tours puis de Paris. 
Vint ensuite Denise née en 1924, connue sous le nom de Denise Gence, qui était comédienne, sociétaire honoraire de la Comédie-Française. Son frère Jacques né en 1928 était affichiste et publicitaire. Jean Martin faisait donc un peu exception dans un milieu familial plus tourné vers l'art que vers les humanités.
En 1951, il épouse Juliette Daude future spécialiste du latin de la Renaissance et, après son divorce en 1961, Marie-Gracieuse Gistucci spécialiste de la littérature italienne contemporaine.
De son premier mariage était née Catherine Martin en 1952, spécialiste des dévots catholiques dans la France du XVIIe siècle.

### Formation et carrière
: Une bonne partie de ces éléments biographiques se trouve dans L'empereur Julien et son temps, Brepols, coll. « Antiquité tardive, n°17 », 2010 (ISBN 978-2-503-53323-0), « Biographie de Jean Martin, publications et distinctions ». D'autres peuvent être vérifiés dans les registres d'état civil de la ville de Paris ou dans les préfaces et introductions des livres qu'il a publié.

#### Études
Il suit ses études secondaires à Paris au Lycée Rollin, actuel Lycée Jacques Decour. Son parcours dans le secondaire a été très atypique : il n'est entré en sixième qu'à 12 ans. Son père voulait en effet qu'il passe son certificat d'études pour entrer en apprentissage à l'agence Havas ; mais sa mère, soutenue par les instituteurs, avait convaincu de le mettre au lycée. Jean Martin vivait mal son retard scolaire, mais à cette époque on pouvait sauter des classes grâce à des examens de passage. Il décida donc de faire seul sa classe de 5e pendant l'été. Les Martin habitaient une maison troglodyte dans le village viticole de Vouvray à côté de Tours lorsque la guerre éclata : la mère, traumatisée par les bombardements de Paris en 1918, décida de ne pas rentrer de vacances. Jean Martin étudia le programme de la classe de 4e en autodidacte, et ainsi a été son premier professeur de grec. En 1940, il a bien fallu rentrer à Paris et c'est l'examen d'entrée en troisième qu'il passait. Et la rentrée suivante il passait celui d'entrée en première n'ayant pas eu d'autre loisir estival que de faire sa classe de seconde. De 1943 à 1945, il est admis en hypokhâgne au Lycée Henri IV et en 1945, il est reçu 3e à l’École Normale de la rue d'Ulm. Il s'y initie à l'histoire des textes avec Alphonse Dain dans le cadre de l’École pratique des Hautes Études. En 1949, il est reçu major à l'agrégation de lettres classiques. Pensionnaire de la fondation Thiers, il est nommé attaché de recherche au CNRS puis effectue son service militaire (1951-1952). C'est aussi dans ces années qu'il se marie et devient père de famille.
Au mois de juin 1954, il soutient sa thèse sur l'histoire du texte des Phénomènes d'Aratos.

#### Carrière d'enseignant
Il arrive dans l'enseignement secondaire agrégé et déjà docteur, ce qui était plutôt rare à une époque où mener à bien un doctorat d'état pouvait prendre des décennies.
En 1954-1955, il exerce au lycée de Sens dans l'Yonne
En 1955-1957, il doit changer de poste parce-que son épouse vient à son tour d'obtenir l'agrégation de lettres classiques. Ils ont un poste double au lycée Ronsard de Vendôme.
L'année 1957 est un grand tournant, c'est le départ pour l'université et pour la montagne. Il ne quittera plus Grenoble où il montera les échelons de façon très rapide.
1957-1958 Chargé d'enseignement.
1958-1960 Maître de conférences.
1961 Il est nommé professeur. Durant ces années, il a occupé plusieurs fonctions administratives dont celle de directeur d'UER.

### Parcours de Recherche

#### Aratos
La liste de ses publications et leur lecture montre son parcours intellectuel : la philologie et l'histoire des textes, mais entedus comme moyens de mettre à la portée du public des textes variés, en publiant les textes grecs et en offrant une traduction française très soignée car c'était aussi un amoureux de la langue française. Le premier de ces auteurs fut Aratos de Soles (315 av J.C., 245 av. JC). Jean Martin lui a consacré sa thèse soutenue en 1954 et intitulée L'histoire du texte des Phénomènes d'Aratos : cette thèse était donc uniquement consacrée à la méthode qui avait permis de reconstituer le texte. C'est peu après qu'il en a réalisé l'édition critique et donné la traduction. Par la suite il est revenu plusieurs fois à Aratos, en publiant en latin, aux Editions Teubner de Stuttgart, les scholies trouvées dans les marges de manuscrits médiévaux. Il y est revenu une dernière fois en publiant aux Belles Lettres dans la mythique collection Budé l'édition bilingue des Phénomènes.

#### Ménandre
L'édition d'Aratos avait permis de mettre en œuvre une méthode pour reconstituer un texte le plus proche possible du texte original par une étude exhaustive des manuscrits médiévaux et de leur généalogie. Avec le poète comique Ménandre, Jean Martin s'attaquait à la papyrologie. Grâce à un papyrus retrouvé en Egypte et conservé dans la fameuse collection Bodemer, il pouvait accéder à un texte chronologiquement beaucoup plus proche de sa rédaction. La première édition date de 1961, mais la réédition  de 1972 est plus riche parce qu'elle tient compte de nouveaux papyrus découverts entre temps. Mais Jean Martin n'oubliait jamais de mettre les textes sur lesquels il travaillait à la portée du grand public. Le choix des éditions Didier et Richard de Grenoble plus habituées à publier de beaux livres de montagne que des textes antiques témoigne de cette volonté de populariser un texte comique d'un abord assez facile une fois traduit.

#### Libanios et Julien
C'est à la demande de son collègue historien Paul Petit que Jean Martin s'est intéressé au rhéteur d'Antioche Libanios et à son protecteur l'empereur Julien. Libanios était un païen nourri de culture grecque classique qui vivait dans une Antioche déjà aux trois quarts chrétienne. Il menait avec Julien un combat d'arrière garde pour sauver sa culture. Les angoisses de Libanios qui voyait se dérober son univers culturel, faisaient certainement écho à celles de Jean Martin qui assistait au déclin des études classiques.

## Distinctions
- 1957 : Prix de la Carrière de l’Académie des Inscriptions et Belles lettres, décerné pour sa thèse.
- 1986 : Commandeur des palmes académiques.
- 2000 Nouveau prix de l’académie des inscriptions et belles lettres pour son Aratos publié aux Belles Lettres.

## Publications

### Livres
- Histoire du texte des Phénomènes d'Aratos, Paris, Klincksieck, 1956.
- Arati Phaenomena, Introduction, texte critique et traduction, Florence, la Nueva Italia, 1956.
- L'Atrabilaire de Ménandre, texte et appareil critique, Paris, P.U.F, 1961, réédité en 1972.
- L'Atrabilaire de Ménandre, introduction et traduction, Grenoble, Didier-Richard, 1972.
- Scholia in Aratum Vetera, Stuttgart, Teubner, 1974.
- Libanios, Discours, tome 1 (En collaboration avec Paul Petit), Paris, Belles Lettres, 1979. Il a établi le texte grec.
- Libanios, Discours, tome 2, Paris, Belles Lettres, 1988. (La disparition de Paul Petit l'a conduit à continuer seul, il donc fait le texte grec, la traduction et le commentaire historique.
- Aratos, Phénomènes, Paris, Belles Lettres, 1998 (2 tomes).
- Ecrits autobiographiques de Julien dit l'Apostat dans le dossier L' Empereur Julien et son temps publié dans le numéro 17 de la revue Antiquité tardive paru en 2009 après le décès de Jean Martin.

### Articles
- "Avec des persécutions", au sujet d'un passage de l'Evangile de Marc 10,29-30, Revue des Etudes Grecques, LXIX, 1956 pp. 35-40
- Sur l'état primitif du codex Bodmer de Ménandre, Scriptorium XX, 1, 1966 pp6-10.
- Euripide et l'œuf de Léda, Bulletin d'études anciennes de l'Université de Grenoble III.
- L'entourage littéraire de Ménédème d'Erétrie, Revue des Etudes Grecques, LXVI,1953.
- un fragment inédit de l'historien ? Concernant la légende de Revue des Etudes Grecques, LXVII, 1954
- La généalogie des biographies d'Euripide Revue des Etudes Grecques, LXXII, 1959.
- La mort d'Ariane et de Dionysos, Revue des Etudes Grecques, LXXVI, 1963.
- La deuxième pythique de Pindare, Revue des Etudes Grecques, p. 82, 1969.